# NGC 5263
NGC 5263 (другие обозначения — UGC 8648, MCG 5-32-58, ZWG 161.113, KUG 1337+286, IRAS13376+2839, PGC 48333) — спиральная галактика (Sc) в созвездии Гончие Псы.
Этот объект входит в число перечисленных в оригинальной редакции «Нового общего каталога».